# أرتيوم
أرتيوم (بالروسية: Артём) هي إحدى مدن روسيا في الكيان الفدرالي الروسي بريمورسكي كراي.

## المناخ
يظهر الجدول التالي التغييرات المناخية على مدار السنة لأرتيوم:
| البيانات المناخية لـأرتيوم        | البيانات المناخية لـأرتيوم | البيانات المناخية لـأرتيوم | البيانات المناخية لـأرتيوم | البيانات المناخية لـأرتيوم | البيانات المناخية لـأرتيوم | البيانات المناخية لـأرتيوم | البيانات المناخية لـأرتيوم | البيانات المناخية لـأرتيوم | البيانات المناخية لـأرتيوم | البيانات المناخية لـأرتيوم | البيانات المناخية لـأرتيوم | البيانات المناخية لـأرتيوم | البيانات المناخية لـأرتيوم |
| الشهر                             | يناير                      | فبراير                     | مارس                       | أبريل                      | مايو                       | يونيو                      | يوليو                      | أغسطس                      | سبتمبر                     | أكتوبر                     | نوفمبر                     | ديسمبر                     | المعدل السنوي              |
| --------------------------------- | -------------------------- | -------------------------- | -------------------------- | -------------------------- | -------------------------- | -------------------------- | -------------------------- | -------------------------- | -------------------------- | -------------------------- | -------------------------- | -------------------------- | -------------------------- |
| متوسط درجة الحرارة الكبرى °م (°ف) | −8.6 (16.5)                | −5.2 (22.6)                | 2.1 (35.8)                 | 10.1 (50.2)                | 15.7 (60.3)                | 18.3 (64.9)                | 22.4 (72.3)                | 24.4 (75.9)                | 20.6 (69.1)                | 13.8 (56.8)                | 3.6 (38.5)                 | −5.1 (22.8)                | 9.3 (48.8)                 |
| المتوسط اليومي °م (°ف)            | −12.7 (9.1)                | −9.5 (14.9)                | −2.1 (28.2)                | 5.6 (42.1)                 | 10.8 (51.4)                | 14.5 (58.1)                | 18.9 (66.0)                | 21.0 (69.8)                | 16.5 (61.7)                | 9.4 (48.9)                 | −0.4 (31.3)                | −9.1 (15.6)                | 5.2 (41.4)                 |
| متوسط درجة الحرارة الصغرى °م (°ف) | −16.7 (1.9)                | −13.7 (7.3)                | −6.3 (20.7)                | 1.1 (34.0)                 | 6.0 (42.8)                 | 10.8 (51.4)                | 15.5 (59.9)                | 17.7 (63.9)                | 12.5 (54.5)                | 5.0 (41.0)                 | −4.4 (24.1)                | −13.0 (8.6)                | 1.2 (34.2)                 |
| الهطول مم (إنش)                   | 10 (0.4)                   | 15 (0.6)                   | 20 (0.8)                   | 46 (1.8)                   | 61 (2.4)                   | 91 (3.6)                   | 102 (4.0)                  | 132 (5.2)                  | 117 (4.6)                  | 63 (2.5)                   | 32 (1.3)                   | 17 (0.7)                   | 706 (27.9)                 |
| المصدر: Climate-Data.org          |                            |                            |                            |                            |                            |                            |                            |                            |                            |                            |                            |                            |                            |